# Synodus capricornis
Synodus capricornis is een straalvinnige vissensoort uit de familie van hagedisvissen (Synodontidae). De wetenschappelijke naam van de soort is voor het eerst geldig gepubliceerd in 1978 door Cressey & Randall.